# Кипр на летних Олимпийских играх 2012
Кипр на летних Олимпийских играх 2012 был представлен в шести видах спорта. Киприотам впервые удалось завоевать олимпийские награды — Павлос Контидис получил серебряную медаль в парусном спорте.

## Медалисты

### Серебро
| Серебро |                 |                                 |
| №       | Спортсмены      | Вид спорта (дисциплина)         |
| 1       | Павлос Контидес | Парусный спорт (мужчины, Лазер) |

## Результаты соревнований

### Велоспорт

#### Маунтинбайк
Мужчины
| Соревнование | Спортсмен | Результат | Отставание | Место |
| ------------ | --------- | --------- | ---------- | ----- |
| Маунтинбайк  |           |           |            |       |

### Гимнастика

#### Художественная гимнастика
Женщины
| Соревнование              | Спортсменка | Квалификация | Квалификация | Финал | Финал |
| Соревнование              | Спортсменка | Очки         | Место        | Очки  | Место |
| ------------------------- | ----------- | ------------ | ------------ | ----- | ----- |
| индивидуальное многоборье |             |              |              |       |       |

### Лёгкая атлетика
Мужчины
| Дисциплина      | Спортсмен       | Предварительный раунд | Предварительный раунд | Четвертьфиналы | Четвертьфиналы | Полуфиналы | Полуфиналы | Финал     | Финал |
| Дисциплина      | Спортсмен       | Результат             | Место                 | Результат      | Место          | Результат  | Место      | Результат | Место |
| --------------- | --------------- | --------------------- | --------------------- | -------------- | -------------- | ---------- | ---------- | --------- | ----- |
| прыжки в высоту | Кириякос Иоанну |                       |                       |                |                |            |            |           |       |

### Парусный спорт
Спортсменов — 2
Соревнования по парусному спорту в каждом из классов состояли из 10 гонок, за исключением класса 49er, где проводилось 15 заездов. В каждой гонке спортсмены стартовали одновременно. Победителем каждой из гонок становился экипаж, первым пересекший финишную черту. Количество очков, идущих в общий зачёт, соответствовало занятому командой месту. 10 лучших экипажей по результатам 10 гонок попадали в медальную гонку, результаты которой также шли в общий зачёт. В случае если участник соревнований не смог завершить гонку ему начислялось количество очков, равное количеству участников плюс один. При итоговом подсчёте очков не учитывался худший результат, показанный экипажем в одной из гонок. Сборная, набравшая наименьшее количество очков, становится олимпийским чемпионом.
Мужчины
| Класс | Спортсмены      | Гонка | Гонка | Гонка | Гонка | Гонка | Гонка | Гонка | Гонка | Гонка | Гонка | Гонка         | Очки | Место |
| Класс | Спортсмены      | 1     | 2     | 3     | 4     | 5     | 6     | 7     | 8     | 9     | 10    | M             | Очки | Место |
| ----- | --------------- | ----- | ----- | ----- | ----- | ----- | ----- | ----- | ----- | ----- | ----- | ------------- | ---- | ----- |
| RS:X  | Андреас Кариолу | 13    | 26    | 10    | 27    | 11    | 30    | 16    | 12    | 12    | 23    | Не участвовал | 150  | 17    |
| Лазер | Павлос Контидес |       |       |       |       |       |       |       |       |       |       |               |      |       |

Использованы следующие сокращения:
- M — медальная гонка

### Стрельба
Мужчины
| Соревнование | Спортсмен         | Квалификация | Квалификация | Финал                | Финал                | Всего | Всего |
| Соревнование | Спортсмен         | Очки         | Место        | Очки                 | Место                | Очки  | Место |
| ------------ | ----------------- | ------------ | ------------ | -------------------- | -------------------- | ----- | ----- |
| Скит         | Георгиос Ахиллеос | 118          | 11           | Завершил выступление | Завершил выступление | 118   | 11    |
| Скит         |                   |              |              |                      |                      |       |       |

Женщины
| Соревнование | Спортсмен | Квалификация | Квалификация | Финал | Финал | Всего | Всего |
| Соревнование | Спортсмен | Очки         | Место        | Очки  | Место | Очки  | Место |
| ------------ | --------- | ------------ | ------------ | ----- | ----- | ----- | ----- |
| Скит         |           |              |              |       |       |       |       |